# 舟木真
舟木 真（ふなき ただし／まこと／しん、1847年4月10日（弘化4年2月25日） - 1916年（大正5年）2月5日）は、明治期の篤農家。舟木開拓の父といわれる舟木真は、弘化4年２月下館藩岡村家に生れ、幼児期には長門一斎や林大学について漢学を学び、後に同藩の舟木家へ養子に入り、供目付を務めていたが、明治維新後は東京に出て、慶応義塾にはいり、英語を勉強し、明治5年開拓使(北海道庁の前身)に就職し、札幌農学校の英語教師として北海道に渡った。

## 略歴
- 1847年（弘化4年）2月25日 - 常陸国下館藩士岡村園人の次男として生まれる。
- 1859年（安政6年） - 下館藩士舟木要助の養子となる。
- 1869年（明治2年） - 福沢諭吉の門下生として英学を学ぶ。
- 1872年（明治5年）5月 - 開拓使十五等出仕学校教授課英学方に就任するのちに内務省官吏となり、オーストラリアの牧畜を視察。
- 1879年（明治12年） - 茨城県鹿島郡鹿田原（現・鉾田市）の国有地の払い下げをうけ、波東農社を設立する。ここでは綿羊飼育を主軸とした西洋式農法が計画・実践された。
- 1884年（明治17年） - 鹿島郡舟木村（現・鉾田市舟木）が成立。
- 1889年  (明治22年)  -  合併により徳宿村となり、初代村長に就任。
- 1890年  (明治23年)  -  県会議員に当選。
- 1897年　(明治30年) -  舟木を去り、大蔵省に入り、以後、北海道の税務署長等を歴任。
- 1916年（大正5年）2月5日 - 死去。享年70。舟木に「舟木君彰功報徳碑」を建立。
- 1979年（昭和54年)  -「舟木開拓百年之碑」(題字は竹内藤男県知事)を建立。